# Løksfjord
Løksfjord est une localité du comté de Troms, en Norvège.

## Géographie
Administrativement, Løksfjord fait partie de la kommune de Tromsø.